# Xiao Ruoteng
Xiao Ruoteng (蕭若騰; pinyin: Xiào Ruòténg; Pequim, 30 de janeiro de 1996) é um ginasta artístico chinês, medalhista olímpico e campeão mundial.

## Vida Pessoal
Ele ingressou na ginástica artística aos cinco anos e se formou em Educação Física pela Universidade Esportiva de Pequim, China. Sobre ser um atleta de elite ele afirmou: 
| “ | Eu me sinto tão legal quando estou dando o meu melhor. Sou um narcisista total. Me sinto muito bem quando um encontro algumas dificuldades desconhecidas e tento superá-las. Esse sentimento é a melhor parte de ser um ginasta. | ” |

Quando criança gostava de praticar Ginástica e Natação, então seu treinador na época afirmou para a família que Ginástica era o melhor esporte para ele e isso se comprovou, pois, desde criança ele já se destacava dos demais.

## Carreira
Entrou para o time nacional em 2012.
Ele é considerado o mais versátil ginasta chinês na década de 2010, foi o primeiro atleta chinês a ganhar uma medalha de ouro no individual geral em um campeonato mundial desde Yang Wei nas Olimpíadas de Pequim de 2008.

### 2015 - Primeiro campeonato mundial
A primeira participação de Ruoteng em uma grande competição foi no Campeonato Mundial de Ginástica Artística de 2015, em Glasgow, onde ajudou sua equipe composta por Deng Shudi, Liu Yang, Zhang Shenglong, Lin Shaopan, You Hao e Liu Rongbing a conquistar a medalha de bronze ele também conseguiu se classificar para a final do individual geral, mas, terminou a disputa na nona colocação.

### 2016 - Lesão antes dos Jogos Olímpicos
Sua estreia nos Jogos Olímpicos deveria ter sido no Brasil nos Jogos Olímpicos de Verão de 2016 no Rio de Janeiro, porém, devido a uma lesão no cotovelo durante um treino, acabou ficando fora da competição. Foi um período de recuperação difícil como ele afirmou em uma entrevista:
| “ | Foi difícil esperar um ano [para me recuperar] e às vezes pensava em desistir, porém, tenho amor pela ginástica e por todas as pessoas que me ajudaram, queria mostrar a elas os resultados de seu apoio, então eu persisti em competir. | ” |

### 2017 - Título mundial no individual geral
Xiao Ruoteng participou do Campeonato Mundial de Ginástica Artística de 2017 em Montreal, onde conquistou a medalha de ouro no Individual Geral e ainda conquistou um bronze na competição por aparelhos no cavalo com alças.

### 2018 - Ouros no Mundial de Doha
Nos Jogos Asiáticos de 2018, em Jacarta, junto com seus companheiros de equipe Sun Wei, Lin Chaopan, Zou Jingyuan e Deng Shudi, conquistaram o ouro por equipes, ele ainda conseguiu uma prata nas Barras Paralelas e duas medalhas de bronze no Individual Geral e na Barra Fixa respectivamente.
No Campeonato Mundial de Ginástica Artística de 2018 em Doha, conquistou duas medalhas de ouro, uma no cavalo com alças  e uma na competição por equipes, além de uma medalha de prata no individual geral.

### 2019 - Campeonato Mundial de Stuttgart
No Campeonato Mundial de Ginástica Artística de 2019 em Stuttgart, na Alemanha, Ruoteng conquistou uma prata por equipes e um bronze no solo. No individual geral onde ele estava em segundo lugar até a última rotação acabou caindo pra quarta colocação depois de um erro grave na barra fixa perdendo assim a chances de medalha.

### 2020 - Jogos Olímpicos de Tóquio e nova lesão
Ruoteng também participou dos Jogos Olímpicos de Verão de 2020 em Tóquio, onde participou da prova por equipes, conquistando a medalha de bronze após finalizar a série com 261.894 pontos ao lado de Lin Chaopan, Zou Jingyuan e Sun Wei. Além disso, também conseguiu uma medalha de bronze por sua apresentação no solo e uma medalha de prata na avaliação do individual geral masculino, onde liderou o ranking por três rodadas mas acabou sendo superado pelo ginasta japonês Daiki Hashimoto na barra fixa. No final do evento ele deu a seguinte declaração:
| “ | Acho que minhas Olimpíadas foram realmente significativas e cheias de desafios. Estou muito satisfeito com meu desempenho. Estou muito feliz, apesar de não ter conseguido terminar em primeiro em nenhum desses eventos. Houve arrependimentos, de fato, porque acho que minhas habilidades mereciam uma medalha de ouro. E nossa equipe masculina teve a chance de reivindicar o ouro com nossas capacidades. Lamento não ter terminado em primeiro. Aumentei meu treinamento físico antes das Olimpíadas para lidar com vários eventos. | ” |

Ainda em 2021, na 14.ª edição dos Jogos Nacionais da China em Shaanxi, Xiao Ruoteng superou o favorito da competição Zhang Boheng  e conquistou o ouro no individual geral  mesmo após ter acabado de se recuperar de uma lesão no ombro, seu companheiro olímpico Sun Wei terminou em terceiro lugar. Ele comentou sobre o que mudou desde a primeira participação nos Jogos Nacionais:
| “ | Superei muitas dificuldades e consegui conquistar essa medalha de ouro nos Jogos Nacionais. Há quatro anos eu queria muito me provar, desta vez eu estava relaxado e curti a competição. | ” |

Em dezembro de 2021, Xiao Ruoteng precisou passar por uma cirurgia no tornozelo onde, após a recuperação voltou aos treinos visando como objetivo principal os Jogos Olímpicos de Paris 2024.

### 2023 - Retorno às competições
Em 2023, Ruoteng disputou o titulo dos Jogos Nacionais da China com seu companheiro Sun wei, apesar de liderar durante a fase de qualificação, Xiao acabou perdendo o titulo durante a disputa na barra fixa, conquistando assim a medalha de prata.
Ainda em 2023, na 19.ª edição dos Jogos Asiáticos de Hangzhou, Ruoteng junto com os companheiros de equipe Zhang Boheng, Zou Jingyuan, Lin Chaopan, e Lan Xingyu conquistaram a medalha de ouro por equipes

### 2024 - Jogos Olímpicos de Paris
Ruoteng após um ciclo olímpico difícil e depois de enfrentar outra lesão no ombro antes da viagem para Paris, realizou um tratamento temporário e insistiu em completar a competição.  Junto com seus companheiros Zhang Boheng, Liu Yang, Zou Jingyuan e Su Weide, conquistou a vaga para a final de equipes. A equipe estava em primeiro lugar até a ultima rotação com vantagem de 3,2 pontos, porém, uma desmontagem ruim de Xiao na Barra fixa e duas quedas de Su Weide custaram a medalha de ouro na competição, assim, a equipe chinesa terminou com a prata no fim da competição, um resultado melhor que o bronze na Olimpíada anterior. 
"É de partir o coração, absolutamente", Xiao após a perda dolorosa do ouro. "Havia um senso de missão. O ouro da equipe era o que mais queríamos, mas ele simplesmente escapou por entre nossos dedos". 
Xiao Ruoteng também conseguiu uma vaga para a final do Individual geral ficando em 4 na qualificação. Em sua performance na final, Xiao começou com uma rotina forte nas argolas e nas barras paralelas além de conseguir acertar sua desmontagem na barra fixa, seguiu consistente nas rotações e garantiu um bronze com a pontuação de 86.364, Zhang Boheng conquistou a prata e o japonês Oka Shinnosuke ficou com o ouro.
 

Após sua participação nos Jogos Olímpicos de Paris, Xiao anunciou sua aposentadoria dos ciclos olímpicos como atleta.
 

Encaro isso como meu último evento geral e minha última rotina de barra alta na minha carreira olímpica, espero que o espírito de enfrentar dificuldades e desafios, nunca desistir e perseverar até o fim possa ajudá-lo! A vida vai continuar. Posso participar das próximas Olimpíadas, talvez em uma função diferente, e continuar a perseguir o ouro. 